# موتسانو
موتسانو (بالإيطالية: Muzzano)‏ هي بلدية في مقاطعة بييلا في إقليم بييمونتي في إيطاليا.

## تعداد السكان
في سنة 1861 بلغ عدد السكان 781 نسمة، وإنخفض العدد ليصل في سنة 2011 لـ 614 نسمة.
يظهر هذا المخطط البياني تطور النمو السكاني لـ موتسانو